# Willkommen bei den Honeckers
Willkommen bei den Honeckers ist eine deutsche Tragikomödie von Philipp Leinemann aus dem Jahr 2017 mit Maximilian Meyer-Bretschneider und Martin Brambach in den Hauptrollen.

## Handlung
Der Kellner Johann Rummel aus Frankfurt (Oder), der ohne Abitur kurz nach der Wende Journalist werden will, nutzt jede Möglichkeit, um an prominente Leute heranzukommen, da er sich sonst keine Chance bei den Presseleuten ausrechnet. Eines seiner ersten „Opfer“ ist der Sänger Heino, den er in dessen Hotelzimmer aufsucht und mit dem er ein gemeinsames Foto zustande bekommt. Für den journalistischen Durchbruch reicht das jedoch nicht, dafür erwartet der Redakteur, zu dem Johann Kontakt aufgenommen hat, etwas Spektakuläres.
Da zurzeit täglich Berichte über Erich Honecker und dessen Flucht nach Moskau, wo er in der chilenischen Botschaft Zuflucht gefunden hat, in den Medien erscheinen, fasst Johann den Entschluss, dem ehemaligen Staatschef der DDR einen Brief zu schreiben. Als Antwort erhält er eine Art Autogrammkarte mit persönlicher Widmung. Damit macht er zwar ein wenig Eindruck auf den Redakteur, doch erwartet dieser mehr. So sieht Johann seine Chance gekommen, als Honecker von Russland zurück nach Berlin überstellt wird. Um persönlichen Kontakt zu Honecker zu bekommen, schreibt er ihm wieder einen leidenschaftlichen, kommunistisch geprägten Brief. Er gibt vor, den Bund der Jungkommunisten gegründet und Karl-Eduard von Schnitzler als Berater zu haben. Das scheint Honecker zu überzeugen und er antwortet diesmal nicht nur mit einem Foto, sondern mit einem ganz persönlichen Brief.
Johanns Engagement und (geheuchelte) Lobeshymnen auf Honecker führen zeitweise nicht nur zum Konflikt mit seiner Freundin Jenny, auch sein Freund Maik fühlt sich mehr und mehr zurückgesetzt. Zudem geht Maiks Kamera zu Bruch, nachdem Johann ihn überredet hat zu versuchen, ein Foto von Honecker zu machen. Obwohl gerade alles schiefgelaufen ist, gibt Johann nicht auf. Er schreibt erneut einen Brief an Honecker, der inzwischen nach Chile ins Exil gegangen ist. Er gibt sich weiter als überzeugter Jungkommunist aus, der angeblich eine wachsende Schar Gleichgesinnter hinter sich hat und sich nichts sehnlicher wünscht, als Honecker persönlich kennenzulernen. Um das zu realisieren, muss Johann irgendwie nach Chile reisen. Das Geld für die Reise kann er sich von Pressemann Jochen Trommler beschaffen, der sich von ihm „die Story“ erhofft. So bringt Johanns Hartnäckigkeit und Einfallsreichtum ihn nicht nur nach Chile, sondern ihm auch ein zukünftiges Volontariat bei der Zeitung Der Tagesbote ein, für die er nun recherchiert.
In Chile angekommen, bezieht Johann zunächst sein Hotelzimmer und entwirft seine weitere Vorgehensweise. Noch am selben Tag lässt er sich zu Honeckers Domizil bringen und betritt mit einem Strauß roter Nelken das Anwesen. An der Haustür empfängt ihn Margot Honecker und will ihn eigentlich nicht ins Haus lassen. Doch ihr Mann begrüßt Johann überaus freudig. Margot bleibt allerdings misstrauisch. Sie versucht ihren Erich, der sichtlich kränkelt, zu schützen. Sie merkt aber, wie gut es ihm tut, mit einem so überzeugten jungen Kommunisten Pläne zu schmieden. Ein Foto will Honecker jedoch nicht zulassen, doch braucht Johann das unbedingt. So bittet er, am nächsten Tag wiederkommen zu dürfen. Doch auch jetzt will Honecker noch immer keine Fotos zulassen. Erst am dritten Tag hat Johanns Hartnäckigkeit Erfolg, und da er nur einen kleinen Fotoapparat dabei hat und keine Profikamera, schöpfen die Honeckers zunächst keinen Verdacht. Als Johann das Haus verlassen will, bekommt Margot Honecker einen Anruf, der den Betrug auffliegen lässt, aber Johann kann rechtzeitig mit den Fotos des ehemaligen Staatschefs entfliehen.
Zurück in Deutschland, präsentiert er Jochen Trommler seine Story, die schon am nächsten Tag auf der Titelseite angekündigt wird: „Zu Hause bei Erich Honecker – So lebt der gestürzte DDR-Diktator in Chile.“ Am Ende des Filmes klebt ein Foto von Erich Honecker an einer Litfaßsäule, woraufhin zwei kleinere Jungen es beschmieren. Einer der beiden fragt sich lautstark, wer denn der Mann auf diesem Foto überhaupt ist. Daraufhin sagt der andere Junge, dass er es auch nicht weiß.

## Hintergrund
Der Film basiert auf einer Idee von Frank Bojack auf Basis der wahren Geschichte des Bild-Reporters Mark Pittelkau, der sich als vorgeblicher Jungkommunist das Vertrauen der Honeckers erschlich und 1993 eine Homestory über ihr Leben im chilenischen Exil veröffentlichte. Pittelkau wird im Film nicht namentlich erwähnt, der Abspann zeigt jedoch Fotos seiner Begegnung mit dem echten Honecker, vermischt mit Aufnahmen aus dem Film.
Willkommen bei den Honeckers wurde von Magic Flight Film GmbH im Auftrag der Degeto Film produziert und am 3. Oktober 2017 (dem 27. Jahrestag der deutschen Wiedervereinigung) zur Hauptsendezeit auf Das Erste erstgesendet.

## Kritik
Thomas Gehringer von tittelbach.tv meinte: „Der unterhaltsame Aberwitz des Plots und das überzeugend skizzierte Zeitbild wiegen die Zweifel ein Stück weit auf, ob man eine reißerische Boulevard-Serie unbedingt als Primetime-Fernsehfilm ‚feiern‘ muss. Auch sehenswert: das bis in die Nebenrollen prominente Ensemble, angeführt vom brillanten Brambach als Honecker.“
Die Kritiker der Fernsehzeitschrift TV Spielfilm vergaben die beste Wertung (Daumen nach oben) und urteilten: „Regisseur Philipp Leinemann inszeniert die Begebenheit nicht nur als verschmitztes Gaunerstück, sondern zeigt auch, wie hohl das Ziel, ein Trophäenfoto, eigentlich ist. Eine echte Entdeckung ist dabei Hauptdarsteller Max Bretschneider, der die positive Aufbruchstimmung nach dem Mauerfall mitreißend personalisiert – und gleichzeitig zeigt, wie nah Zielstrebigkeit und Skrupellosigkeit beieinander liegen können.“
Heike Hupertz von der FAZ schrieb: „‚Willkommen bei den Honeckers‘ erzählt die fragwürdige Entstehung der Story als leicht satirisch angehauchtes Schelmenstück.“ Ein wenig vermittelt der Film aber „ein bemerkenswertes Sittengemälde der Wendezeit im Osten.“
Die Frankfurter Neue Presse wertete: „Es ist […] ziemlich viel, was Matthias Pacht (Drehbuch) und Philipp Leinemann (Regie) hier unter einen Hut bringen mussten: so etwa überzeugende Charakterportraits, Umgang mit der Geschichte der DDR verbunden mit korrekter Geschichtsdarstellung. Und das auch noch verbunden mit einigen heiklen Fragestellungen, hier festgemacht an Rummel selbst, der ebenfalls Grund hat, Honecker zu hassen: Wie weit kann Selbstverleugnung um der Karriere willen gehen?“